# Megiddo (EP)
Megiddo es un EP de la banda noruega de black metal, Satyricon.

## Lista de canciones
1. «The Dawn of a New Age» – 5:45 (Remezclado por Apoptygma Berzerk)
2. «Night of Divine Power» – 5:50 (Regrabación de "The Dark Castle
in the Deep Forest" (del álbum Dark Medieval Times)
3. «Forhekset» – 4:16 (en vivo)
4. «Orgasmatron» – 4:59 (cover de Motörhead)

## Créditos
- Satyr - Guitarra, bajo, teclado, voz
- Frost - Batería
- Grothesk (Stephan Groth) - Teclados
- Anders Odden - Guitarra, bajo en "Orgasmatron".